# Yathkyed
Yathkyed (ang. Yathkyed Lake) – jezioro w Kanadzie, w Regionie Kivalliq, na terytorium Nunavut. Yathkyed znajduje się 140 m n.p.m. i zajmuje powierzchnię 1449 km², przez co jest szóstym pod względem wielkości jeziorem Nunavut. Leży pomiędzy jeziorami Angikuni i Forde, nad rzeką Kazan.
Wewnątrz jeziora znajduje się jedyne znane na świecie jezioro na wyspie na jeziorze na wyspie na jeziorze. To wewnętrzne jezioro także posiada wyspę.